# Comuna Ozerna, Bila Țerkva
Ozerna (în ucraineană Озерна) este o comună în raionul Bila Țerkva, regiunea Kiev, Ucraina, formată din satele Korjivka, Mejove și Ozerna (reședința).

## Demografie
Componența lingvistică a comunei Ozerna
     Ucraineană (98,76%)
     Rusă (1,18%)
     Alte limbi (0,06%)
Conform recensământului din 2001, majoritatea populației comunei Ozerna era vorbitoare de ucraineană (98,76%), existând în minoritate și vorbitori de rusă (1,18%).